# Петруненское сельское поселение
Петруненское сельское поселение — упразднённое муниципальное образование в составе Фалёнского района Кировской области России.
Центр — деревня Петруненки.

## История
Петруненское сельское поселение образовано 1 января 2006 года согласно Закону Кировской области от 07.12.2004 № 284-ЗО.
В январе 2020 года в соответствии с Законом Кировской области от 20.12.2019 № 331-ЗО Петруненское сельское поселение было упразднено и объединено с другими муниципальными образованиями района в Фалёнский муниципальный округ.

## Население
| 2010 | 2012 | 2013 | 2014 | 2015 | 2016 | 2017 |
| ---- | ---- | ---- | ---- | ---- | ---- | ---- |
| 475  | ↘438 | ↘419 | ↘392 | ↘376 | ↘355 | ↘327 |
| 2018 | 2019 | 2020 |      |      |      |      |
| ↘296 | ↘270 | ↘241 |      |      |      |      |

## Состав поселения
| № | Населённый пункт | Тип населённого пункта          | Население |
| - | ---------------- | ------------------------------- | --------- |
| 1 | Петруненки       | деревня, административный центр | ↘269      |
| 2 | Ильинское        | село                            | ↘64       |
| 3 | Подоплеки        | посёлок                         | 142       |